# 斯普鲁斯丘
斯普鲁斯丘海拔4,863英尺（1,482），是美国西維吉尼亞州的最高点，也是斯普鲁斯山的顶峰、阿勒格尼山脉的最高点。